# Europamästerskapen i breakdance
Europamästerskapen i breakdance arrangeras av World DanceSport Federation, och hade premiär 2021.

## Upplagor
| Upplaga | År   | Värdstad   | Mästare (herrar)                    | Mästare (damer)                      |
| ------- | ---- | ---------- | ----------------------------------- | ------------------------------------ |
| 1       | 2021 | Sotji      | Konstantin Eliseitsev (Kosto) (RUS) | Natalia Kiliachikhina (Kastet) (RUS) |
| 2       | 2022 | Manchester | Danis Civil (Dany) (FRA)            | India Dewi Sardjoe (India) (NED)     |
| 3       | 2023 | Almería    | Menno van Gorp (Menno) (NED)        | Dominika Banevič (Nicka) (LTU)       |